# 대한민국 상법 제448조
대한민국 상법 제448조는 주주의 경영감독상 재무제표열람권을 보장하기 위한 재무제표 등의 비치, 공시에 대한 상법 회사법의 조문이다.

## 조문
상법 제448조 (재무제표 등의 비치, 공시) (1) 이사는 정기총회회일의 1주간전부터 제447조 및 제447조의2의 서류와 감사보고서를 본점에 5년간, 그 등본을 지점에 3년간 비치하여야 한다.

(2) 주주와 회사채권자는 영업시간내에 언제든지 제1항의 비치서류를 열람할 수 있으며 회사가 정한 비용을 지급하고 그 서류의 등본이나 초본의 교부를 청구할 수 있다.

第448條 (財務諸表 등의 備置·公示) ① 理事는 定期總會會日의 1週間전부터 第447條 및 第447條의2의 書類와 監査報告書를 本店에 5年間, 그 謄本을 支店에 3年間 備置하여야 한다. <改正 1962.12.12., 1984.4.10.>
②株主와 會社債權者는 營業時間內에 언제든지 第1項의 備置書類를 閱覽할 수 있으며 會社가 定한 費用을 支給하고 그 書類의 謄本이나 抄本의 交付를 請求할 수 있다. <改正 1984.4.10.>

## 같이 보기
- 재무제표열람권
- 회계장부열람청구권
- 대한민국 상법 제466조 주주의 회계장부열람권